# Projeto Selva Viva
O Projeto Selva Viva é um zoológico brasileiro dedicado ao acolhimento e preservação de animais resgatados de situações de risco. Fundada em 2005 em Taubaté, São Paulo, a instituição foi aberta ao público em 2016 e abriga mais de 500 animais de diversas espécies.

## História

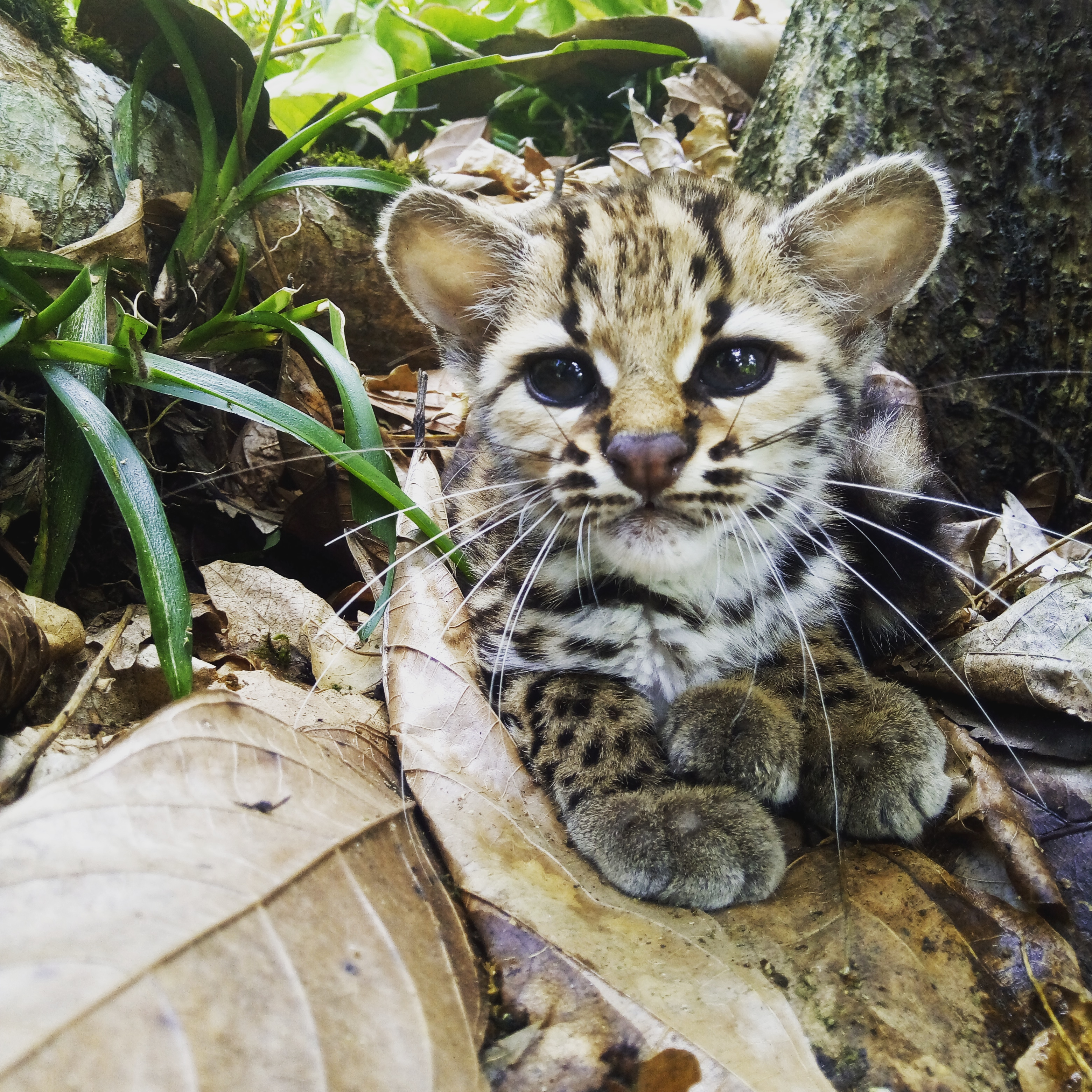
Fotografia de um gato-do-mato

Em 2020, o projeto acolheu um filhote macho de gato-do-mato de 15 dias de vida. O felino é uma das menores espécies entre as outras brasileiras e se encontra ameaçado de extinção. Dois anos após, nasceram no projeto dois filhotes de uma espécie africana de lêmures, ameaçada de extinção, elevando o número dos animais acolhidos no projeto de quatro para seis.
Em 2024, o projeto registrou seu primeiro nascimento de um filhote de Jaguatirica, espécie também ameaçada. No mesmo ano, recebeu Zulu, uma onça-pintada do sexo masculino, para que se reproduza com Suri, uma fêmea já acolhida pelo projeto, a fim de preservar a existência da espécie ameaçada.